# Liga Sudamericana
La Liga Sudamericana de Básquetbol o FIBA Liga Sudamericana de Básquetbol, meglio nota come Liga Sudamericana, è una competizione di pallacanestro internazionale per club sudamericani, la seconda dopo la Basketball Champions League Americas. La competizione è organizzata dalla South American Basketball Association (ABASU), la quale opera su mandato della FIBA Americas. La squadra vincitrice del torneo, si guadagna l'accesso all'edizione successiva della Basketball Champions League Americas.

## Storia
Il Campeonato Sudamericano de Clubes Campeones de Básquetbol, fondato nel 1946, è stato il primo torneo internazionale disputato tra club di pallacanestro del Sud America ed è stato la competizione di primo livello e più importante del continente fino al 1993, quando fu lanciato il Campeonato Panamericano de Clubes de Básquetbol, che includeva anche le squadre dell’America Centrale, e si è disputato annualmente fino al 2000.
La Liga Sudamericana de Básquetbol fu fondata nel 1996 e divenne la principale competizione per club del Sud America, con lo storico Campeonato Sudamericano de Clubes Campeones de Básquetbol che passò così a essere la competizione di secondo livello. I campioni della Liga Sudamericana FIBA ottenevano automaticamente un posto nella competizione biennale del McDonald's Open, sostenuta dalla FIBA. L'Atenas nel 1997 ed il Vasco da Gama nel 1999 furono le uniche due squadre a rappresentare il Sud America in questa competizione, che includeva anche i campioni NBA. L'Olimpia Basketball Club invece rappresentò il Sud America, come campione continentale, nell’edizione 1996 della Coppa Intercontinentale FIBA.
Con l’introduzione della nuova competizione panamericana chiamata FIBA Americas League, nel dicembre 2007, la Liga Sudamericana FIBA divenne la seconda competizione internazionale per club in ordine di importanza in Sud America, a partire dall’edizione 2008. La squadra vincitrice otteneva anche un posto nella FIBA Americas League dell’anno successivo.
Le edizioni del 2020 e del 2021 furono annullate a causa degli effetti della pandemia di COVID-19. La lega è tornata in attività nel 2022.

## Albo d'oro
| Anno              |                                                  | Grand Final                                      | Grand Final                                      | Grand Final                                      |                           | Semifinaliste | Semifinaliste |
| Anno              | Vincitore                                        | Serie                                            | Secondo posto                                    |                                                  |                           |               |               |
| 1996 Dettagli     | Olimpia                                          | 2–0 Serie                                        | Corinthians                                      | Dharma Yara Franca                               | Rio Claro                 |               |               |
| 1997 Dettagli     | Atenas                                           | 2–1 Serie                                        | Corinthians                                      | Olimpia                                          | Marathon Franca           |               |               |
| 1998 Dettagli     | Atenas                                           | 2–0 Serie                                        | Marathon Franca                                  | Boca Juniors                                     | Independiente             |               |               |
| 1999 Dettagli     | Vasco da Gama                                    | 2–0 Serie                                        | Boca Juniors                                     | Independiente                                    | Welcome                   |               |               |
| 2000 Dettagli     | Vasco da Gama                                    | 3–2 Serie                                        | Atenas                                           | Marathon Franca                                  | Welcome                   |               |               |
| 2001 Dettagli     | Estudiantes                                      | 3–1 Serie                                        | GECR                                             | Atenas                                           | Flamengo                  |               |               |
| 2002 Dettagli     | Libertad                                         | 3–1 Serie                                        | Vasco da Gama                                    | Cocodrilos de Caracas                            | Estudiantes               |               |               |
| 2004 Dettagli     | Atenas                                           | 3–2 Serie                                        | Unitri Uberlândia                                | Boca Juniors                                     | Libertad                  |               |               |
| 2005 Dettagli     | Unitri Uberlândia                                | 3–1 Serie                                        | Universo Ajax                                    | Boca Juniors                                     | Cocodrilos de Caracas     |               |               |
| 2006 Dettagli     | Ben Hur                                          | 3–1 Serie                                        | COC Ribeirão Preto                               | Unitri Uberlândia                                | Libertad                  |               |               |
| 2007 Dettagli     | Libertad                                         | 3–2 Serie                                        | Unimed Franca                                    | Ben Hur                                          | GECR                      |               |               |
| 2008 Dettagli     | Regatas Corrientes                               | 3–2 Serie                                        | Flamengo                                         | Boca Juniors                                     | Brasília                  |               |               |
| 2009 (I) Dettagli | Flamengo                                         | Fase finale                                      | Quimsa                                           | Norte                                            | Regatas Corrientes        |               |               |
| 2009 Dettagli     | Quimsa                                           | Fase finale                                      | Libertad                                         | Juventud Sionista                                | Minas                     |               |               |
| 2010 Dettagli     | Brasília                                         | 98-86                                            | Flamengo                                         | Boca Juniors                                     | Quimsa                    |               |               |
| 2011 Dettagli     | Obras Sanitarias                                 | 88-73                                            | Pinheiros Sky                                    | Brasília                                         | Atenas                    |               |               |
| 2012 Dettagli     | Regatas Corrientes                               | Fase finale                                      | Brasília                                         | Flamengo                                         | Peñarol                   |               |               |
| 2013 Dettagli     | Brasília                                         | 93–81                                            | Aguada                                           | Paschoalotto Bauru                               | Boca Juniors              |               |               |
| 2014 Dettagli     | Bauru                                            | 79–53                                            | Mogi das Cruzes                                  | Boca Juniors                                     | Malvín                    |               |               |
| 2015 Dettagli     | Brasília                                         | 2–0 Serie                                        | San Martín de Corrientes                         | Semifinali a gironi                              | Semifinali a gironi       |               |               |
| 2016 Dettagli     | Mogi das Cruzes                                  | 3–0 Serie                                        | Bahía Basket                                     | Semifinali a gironi                              | Semifinali a gironi       |               |               |
| 2017 Dettagli     | Guaros de Lara                                   | 3–1 Serie                                        | Estudiantes Concordia                            | Semifinali a gironi                              | Semifinali a gironi       |               |               |
| 2018 Dettagli     | Franca                                           | 2–1 Serie                                        | Instituto                                        | Semifinali a gironi                              | Semifinali a gironi       |               |               |
| 2019 Dettagli     | Botafogo                                         | 2–1 Serie                                        | Corinthians                                      | Semifinali a gironi                              | Semifinali a gironi       |               |               |
| 2020              | Non disputate a causa della Pandemia da COVID-19 | Non disputate a causa della Pandemia da COVID-19 | Non disputate a causa della Pandemia da COVID-19 | Non disputate a causa della Pandemia da COVID-19 |                           |               |               |
| 2021              | Non disputate a causa della Pandemia da COVID-19 | Non disputate a causa della Pandemia da COVID-19 | Non disputate a causa della Pandemia da COVID-19 | Non disputate a causa della Pandemia da COVID-19 |                           |               |               |
| 2022 Dettagli     | Bauru                                            | 66-57                                            | San Martín de Corrientes                         | Titanes de Barranquilla                          | Oberá                     |               |               |
| 2023 Dettagli     | Instituto                                        | 81-72                                            | Titanes de Barranquilla                          | Gimnasia y Esgrima                               | Caribbean Storm           |               |               |
| 2024 Dettagli     | Nacional                                         | 77-76 (OT)                                       | San Lorenzo                                      | Ciclista Olímpico                                | Defensor Sporting         |               |               |
| 2025 Dettagli     | non conosciuta (bandiera)                        |                                                  | non conosciuta (bandiera)                        | non conosciuta (bandiera)                        | non conosciuta (bandiera) |               |               |

## Vittorie

### Vittorie per club
| Titoli | Squadra            | Anno             |
| ------ | ------------------ | ---------------- |
| 3      | Atenas             | 1997, 1998, 2004 |
| 3      | Brasília           | 2010, 2013, 2015 |
| 2      | Vasco da Gama      | 1999, 2000       |
| 2      | Libertad           | 2002, 2007       |
| 2      | Regatas Corrientes | 2008, 2012       |
| 2      | Bauru              | 2014, 2022       |
| 1      | Olimpia            | 1996             |
| 1      | Estudiantes        | 2001             |
| 1      | Uberlândia         | 2005             |
| 1      | Ben Hur            | 2006             |
| 1      | Flamengo           | 2009 (I)         |
| 1      | Quimsa             | 2009 (II)        |
| 1      | Obras Sanitarias   | 2011             |
| 1      | Mogi das Cruzes    | 2016             |
| 1      | Guaros de Lara     | 2017             |
| 1      | Franca             | 2018             |
| 1      | Botafogo           | 2019             |
| 1      | Instituto          | 2023             |
| 1      | Nacional           | 2024             |

### Vittorie per nazione
| Titoli | Nazione   |
| ------ | --------- |
| 13     | Argentina |
| 12     | Brasile   |
| 1      | Venezuela |
| 1      | Uruguay   |

## Liga Sudamericana de Básquetbol MVP
Il premio di MVP della Liga Sudamericana de Básquetbol, conosciuto anche come FIBA South American League MVP, è un riconoscimento annuale assegnato al giocatore più prezioso della stagione da parte della Liga Sudamericana de Básquetbol (LSB), il secondo livello professionistico del basket sudamericano. L'onorificenza è stata istituita nella stagione inaugurale del campionato, nel 1996. Il primo a riceverla fu Jorge Racca. Il giocatore che detiene il maggior numero di premi MVP è Guilherme Giovannoni, che ha conquistato il riconoscimento in due occasioni: nel 2010 e nel 2013.
| Stagione                                | MVP                                 | Squadra                             | Note                                |
| 2° Livello Sudamericano (1996-2000)     | 2° Livello Sudamericano (1996-2000) | 2° Livello Sudamericano (1996-2000) | 2° Livello Sudamericano (1996-2000) |
| --------------------------------------- | ----------------------------------- | ----------------------------------- | ----------------------------------- |
| 1996                                    | Jorge Racca                         | Ol. Venado Tuerto                   |                                     |
| 1997                                    | Greg Dennis                         | Atenas Córdoba                      |                                     |
| 1998                                    | Fabricio Oberto                     | Atenas Córdoba                      | [ 3 ] [ 4 ]                         |
| 1999                                    | Charles Byrd                        | Vasco da Gama                       |                                     |
| 2000                                    | José Vargas                         | Vasco da Gama                       |                                     |
| 1° Livello Sudamericano (2001-2007)     |                                     |                                     |                                     |
| 2001                                    | Daniel Farabello                    | Estud. Olavarría                    |                                     |
| 2002                                    | Mariano Cerutti                     | Libertad Sunchales                  |                                     |
| 2003                                    | Stagione non disputata              | Stagione non disputata              |                                     |
| 2004                                    | Héctor Campana                      | Atenas Córdoba                      | [ 4 ]                               |
| 2005                                    | Valtinho da Silva                   | Unitri/Uberlândia                   |                                     |
| 2006                                    | Leonardo Gutiérrez                  | Ben Hur Rafaela                     |                                     |
| 2007                                    | Cleotis Brown                       | Libertad Sunchales                  |                                     |
| 2° Livello Sudamericano (2008-Presente) |                                     |                                     |                                     |
| 2008                                    | Alejandro Montecchia                | Regatas Corrientes                  |                                     |
| 2009 (I)                                | Marcelinho Machado                  | Flamengo                            |                                     |
| 2009 (II)                               | Julio Mázzaro                       | Quimsa                              |                                     |
| 2010                                    | Guilherme Giovannoni                | UniCEUB Brasília                    |                                     |
| 2011                                    | J. P. Gutiérrez                     | Obras Sanitarias                    |                                     |
| 2012                                    | Paolo Quinteros                     | Regatas Corrientes                  | [ 5 ] [ 6 ]                         |
| 2013                                    | Guilherme Giovannoni                | UniCEUB Brasília                    | [ 7 ]                               |
| 2014                                    | Alex Garcia                         | Bauru                               |                                     |
| 2015                                    | Deryk Ramos                         | UniCEUB Brasília                    | [ 8 ]                               |
| 2016                                    | Shamell                             | Mogi das Cruzes                     |                                     |
| 2017                                    | Heissler Guillént                   | Guaros de Lara                      | [ 9 ]                               |
| 2018                                    | David Jackson                       | Franca                              |                                     |
| 2019                                    | Cauê Borges                         | Botafogo                            | [ 10 ]                              |
| 2020                                    | Stagione non disputata              | Stagione non disputata              |                                     |
| 2021                                    | Stagione non disputata              | Stagione non disputata              |                                     |
| 2022                                    | Danilo Fuzaro                       | Bauru                               | [ 11 ]                              |
| 2023                                    | Nathan Hoover                       | IACC Córdoba                        | [ 12 ]                              |
| 2024                                    | Manny Suárez                        | Nacional                            | [ 13 ]                              |